# Otto Gross

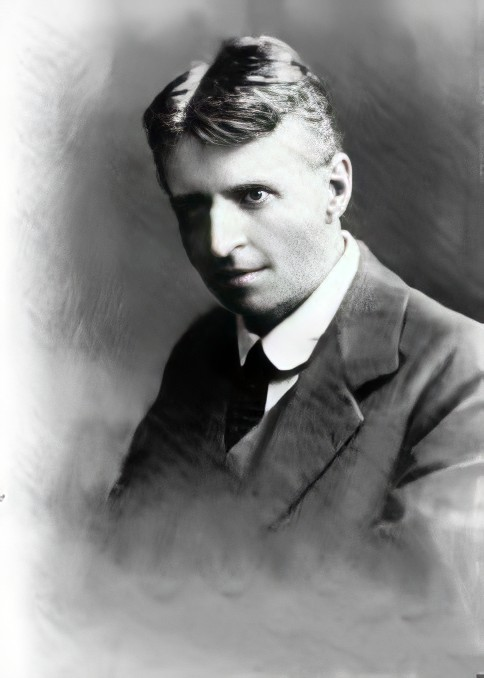
Otto Gross

Hans Adolf ('Otto') Gross (Gniebing-Weißenbach, 17 maart 1877 - Berlijn, 13 februari 1920) was een Oostenrijks psychiater, psychoanalyticus en anarchist.

## Leven
Gross was de zoon van een vooraanstaande jurist en groeide vanaf 1881 op in Graz, waar zijn vader criminologie doceerde aan de universiteit. In 1894 zou hij er ook zelf gaan studeren, eerst zoölogie en botanica, uiteindelijk medicijnen. Later bezocht hij ook de Universiteit van München en de Universiteit van Straatsburg. In 1899 promoveerde hij op het domein van de psychopathologie. Hij werkte vervolgens een tijdje als docent, scheepsarts en uiteindelijk in 1900 als arts-assistent in een psychiatrische kliniek. In 1902 moest hij zich echter in de Züricher Burghölzli-kliniek van Eugen Bleuler laten opnemen voor de behandeling van een drugsverslaving. Hij knapte daar goed op en begon intensief te schrijven, vooral essays, met een breed scala aan onderwerpen.
In 1903 huwde Gross Frieda Schloffer, met wie hij in 1906 naar Ascona trok om te kuren. Hij kwam daar in contact met vooraanstaande anarchisten als Erich Mühsam en Johannes Nohl, die zijn denken sterk zouden beïnvloeden. Eind 1906 keerde hij terug naar München en ging werken als assistent van Emil Kraepelin, aan de universiteitskliniek en raakte geïnvolveerd in anarchistische kringen. Korte tijd later was hij een poosje hoogleraar psychopathologie aan de Universiteit van Graz. Zijn vrouw kreeg in 1907 een zoon en korte tijd later kreeg hij ook twee buitenechtelijke kinderen: bij sociologe Else von Richthofen, echtgenote van de latere minister Edgar Jaffé, en tegelijkertijd bij dichteres Regina Ullmann, die beiden tot zijn bohemiène vriendenkring behoorden.
Tijdens het Eerste Psychoanalytisch Congres in 1908 te Salzburg, vond een opmerkelijk conflict plaats tussen Gross en Sigmund Freud. Freud weigerde om Gross een lezing te laten houden over sociaal-politieke gevolgen van de psychoanalyse, naar Freuds zeggen omdat dit niet het domein van artsen was. Gross echter zou later beweren dat dit gebeurde omdat Freud zelf voornemens was daar theorieën over te ontwikkelen. De door hem ingediende lezing werd uiteindelijk op aangeven van Freud volledig uit de annalen en archieven van het congres verwijderd, vergelijkbaar met de wijze waarop Freud later met Wilhelm Reich zou omgaan.
In 1908 liet Gross zich opnieuw voor een ontwenningskuur in de Burghölzli-kliniek opnemen, nu bij Carl Gustav Jung. Na enkele maanden nam hij echter de benen, waarna Jung dementia praecox diagnosticeerde, toen ook wel gebruikt voor schizofrenie. Gross was in de Burghölzli verliefd geworden op de patiënte Sophie Benz, die in 1909 zwanger van hem raakte. Na de geboorte van het kind in 1910 kreeg ze een psychose en in 1911 benam ze zich in Ascona het leven met een door Gross aangereikt gif. Gross zelf kreeg een terugval en liet zich opnemen in een kliniek bij Casbaigno in Zwitserland, en korte tijd later in Am Steinhof te Wenen.
In 1912 werd een arrestatiebevel tegen Gross uitgeschreven wegens hulp bij zelfdoding, waarna hij begin 1913 naar Berlijn trok, waar hij onderdak vond bij de politieke schrijver Franz Jung. Daar sloot hij zich aan bij de anarchistische groepering van Franz Pfemfert. In november 1913 werd hij echter uit Pruisen uitgewezen, omdat hij een gevaarlijke anarchist zou zijn. Terug in Oostenrijk werd hij door tussenkomst van zijn vader, gedwongen opgenomen in een psychiatrische kliniek in Tulln an der Donau. In 1914 werd hij op vrije voeten gesteld, met zijn vader als curator. Korte tijd later kwam hij in behandeling bij de psychoanalyticus Wilhelm Stekel, in een inrichting te Bad Ischl. Hij werd er verliefd op zowel de verpleegster Nina Kuh als haar zus Marianne Kuh,en knapte psychisch goed op. In 1915 zou hij veel publiceren, met name in het anarchistische tijdschrift Die freie Straße, waaraan ook Max Herrmann-Neiße, Richard Oehring en de kunstenaars Georg Schrimpf en Oskar Maria Graf bijdroegen.
In 1916 kreeg Gross opnieuw een buitenechtelijke dochter, nu bij Marianna Kuh. Kort daarna had hij opnieuw een psychische terugval en werd hij afgekeurd voor militaire dienst. In juli 1917 was hij samen met Franz Kafka, Franz Werfel en Anton Kuh op bezoek bij Max Brod in Praag, met wie hij sprak over de (niet gerealiseerde) uitgave van het blad Blätter zur Bekämpfung des Machtwillens. Gross leverde bijdragen aan de tijdschriften Die Erde en Das Forum, en woonde in die periode afwisselend in Graz, Wenen en München. Eind 1919 ging hij naar Berlijn, waar hij introk bij de schrijver Franz Jung. In februari 1920 werd de zieke en aan ontwenningsverschijnselen lijdende Gross halfbevroren en verhongerd in de gang van een woning bij vrienden gevonden en naar het ziekenhuis gebracht. Daar overleed hij twee dagen later aan een longontsteking, 42 jaar oud.

## Werk

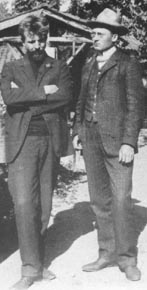
Gross (l) en Jung

De theoretische geschriften van Gross werden in de jaren twintig nog veelvuldig besproken binnen de Dada-beweging, maar raakten vervolgens lange tijd in de vergetelheid. Vanaf de jaren zestig en zeventig trokken ze echter weer sterk de aandacht, zowel vanuit de hoek van de psychoanalyse als het anarchisme.
Gross wordt inmiddels breed erkend als iemand die wezenlijk bijgedragen heeft aan de theorievorming van de dieptepsychologie. Carl Gustav Jung gaf hem al de credits als eerste een onderscheid te hebben gemaakt tussen wat hij later zelf als introverte en extraverte persoonlijkheden zou beschrijven. In zijn boek Psychologische typen (1921) refereert Jung hierover aan Gross' artikelen Die zerebrale Sekundärfunktion (1902) en Über psychopathische Minderwertigkeit (1903). Hij was het wel oneens met de stelling van Gross dat beide karaktereigenschappen gezien konden worden als een vorm van minderwaardigheid.
Gross staat ook te boek als de eerste die onomwonden wees op de politieke en maatschappelijke betekenis van de psychoanalyse. Zijn uitgangspunt was dat de mens van nature goed is en dat elke vorm van macht corrumpeert. Niemand heeft de absolute wijsheid in pacht, stelde hij, en geen enkele macht kan op dat standpunt gebaseerd zijn. Hij vertaalde zijn opvattingen in een anarchistische ideaalconceptie op de samenleving, waarin hij onder invloed van Johann Jakob Bachofen ook ideeën van het matriarchaat (een cultuur op basis van vrouwelijk denken) verwerkt. Daarnaast was hij een bepleiter van een vrije seksuele moraal en polygamie. In zijn werk zijn duidelijk invloeden te bespeuren van Max Stirner, Friedrich Nietzsche en Peter Kropotkin. Met name in de jaren zestig beleefden de ideeën van Gross een sterke herwaardering, mede onder invloed van Erich Fromm.
Gross stond drie keer model voor een personage van Franz Werfel: Dr. Grauh in het romanfragment Die schwarze Messe (1919), Dr. Burghardt von Viereck in het toneelstuk Schweiger (1922) en Dr. Gebhart in de roman Barbara oder die Frömmigkeit (1929).
Franz Kafka zelf schreef kort na zijn dood in een brief aan Milena Jesenská: Ik heb Otto Gross maar kort gekend, maar ik realiseerde me dat er iets essentieels in hem schuilde dat zich op zijn minst met een hand uit zijn krankzinnigheid naar buiten strekte.

## Trivia
- In 1999 werd in Hannover de 'Otto Gross Gesellschaft' opgericht met als doel: studie van het werk van Otto Gross. Inmiddels organiseerde de vereniging zeven keer een internationaal 'Otto Gross-congres.
- Van oktober 2003 tot februari 2004 werd in het Stadtmuseum te Graz, op dat moment de culturele hoofdstad van Europa, een grote tentoonstelling gehouden over Otto Gross, met veel aandacht voor zijn relaties tot zijn vader, Sigmund Freud en Franz Kafka.
- In 2011 ging de historische film A Dangerous Method van David Cronenberg in première, waarin Otto Gross (gespeeld door Vincent Cassel) een centraal personage is.
- In 2003 werd in Berlijn de straat waarin Gross kort voor zijn overlijden werd gevonden, naar hem vernoemd.

## Selectie uit Gross' essays
- 1901 Compendium der Pharmakotherapie für Polikliniker und junge Ärzte. Vogel, Leipzig
- 1901 Zu den cardiorenalen Theorien. In: Wiener klinische Wochenschrift. 14, Pag. 47–48.
- 1901 Zur Frage der socialen Hemmungsvorstellungen. In: Archiv für Kriminal-Anthropologie und Kriminalistik. 7, pag. 123–131.
- 1902 Die cerebrale Sekundärfunction. Vogel, Leipzig.
- 1902 Zur Phyllogenese der Ethik. In: Archiv für Kriminal-Anthropologie und Kriminalistik. 9, pag. 101–103.
- 1902 Über Vorstellungszerfall. In: Monatsschrift für Psychiatrie und Neurologie. 11, pag. 205–212.
- 1902 Die Affektlage der Ablehnung. In: Monatsschrift für Psychiatrie und Neurologie. 11, pag. 359–370.
- 1903 Beitrag zur Pathologie des Negativismus. In: Psychiatrisch-neurologische Wochenschrift. 26, pag. 269–273.
- 1903 Über die Pathogenese des spezifischen Wahns bei Paralytikern. In: Neurologisches Zentralblatt. 17, pag. 843–844.
- 1904 Zur Differentialdiagnostik negativistischer Phänomene. In: Psychiatrisch-neurologische Wochenschrift. 37, pag. 354–353, 357–363.
- 1904 Über Bewußtseinszerfall. In: Monatsschrift für Psychiatrie und Neurologie. 15, pag. 45–51.
- 1907 Das Freud'sche Ideogenitätsmoment und seine Bedeutung im manisch-depressiven Irresein Kraepelins. Vogel, Leipzig.
- 1908 Elterngewalt. In: Maximilian Harden: Die Zukunft. Jaargang 17, pag. 78–80, (10 oktober 1908).
- 1909 Über psychopathische Minderwertigkeiten. Braumüller, Wenen/Leipzig, 2006, ISBN 3-8364-0127-4
- 1913 Zur Überwindung der kulturellen Krise. In: Franz Pfemfert: Die Aktion. jaargang 3, Pag. 384–387, april 1913.
- 1913 Ludwig Rubiner's „Psychoanalyse“. In: Die Aktion. Jaargang  3, pag. 506–507.
- 1913 Die Psychoanalyse oder wir Kliniker. In: Die Aktion. Jaargang 3, pag. 632–634.
- 1913 Die Einwirkung der Allgemeinheit auf das Individuum. In: Die Aktion. Jg. 3, pag. 1091–1095, november 1913.
- 1913 Anmerkungen zu einer neuen Ethik. In: Die Aktion. Jaargang 3, pag. 1141–1143, december 1913.
- 1913 Notiz über Beziehungen. In: Die Aktion. Jaargang 3, Sp. 1180–1181, 1913.
- 1914 Offener Brief an Maximilian Harden. In: Die Zukunft. Jg. 22, pag. 304–306, 1914).
- 1914 Über Destruktionssymbolik. In: Zentralblatt für Psychoanalyse und Psychotherapie. 4-191, pag. 525–534.
- 1916 Bemerkung (mit Franz Jung). In: Die Freie Straße. Nr. 4, pag. 2.
- 1916 Vom Konflikt des Eigenen und Fremden. In: Die freie Straße. Nr. 4, pag. 3–5.
- 1919 Orientierung der Geistigen. In: Sowjet. Nr. 5, pag. 1–5.
- 1919 Zur neuerlichen Vorarbeit: Vom Unterricht. In: Das Forum. 4, pag. 315–320.
- 1919 Die kommunistische Grundidee in der Paradiessymbolik. In: Sowjet. Nr. 2, pag. 12–27.
- 1919 Zum Problem: Parlamentarismus. In: Die Erde. 22./23. pag. 639–642.
- 1919 Protest und Moral im Unbewußten. In: Die Erde. 24. pag. 681–685.
- 1919 Zur funktionellen Geistesbildung des Revolutionärs. In: Räte-Zeitung. Jaargang 1(1919), bijlage, pag. 3–20.
- 1920 Drei Aufsätze über den inneren Konflikt (I: Über Konflikt und Beziehung; II. Über Einsamkeit; III. Beitrag zum Problem des Wahnes. In: Abhandlungen aus dem Gebiete der Sexualforschung. Band II, 3, 1920.